# Ibrahim Lodhi
Ibrahim Lodhi, död 21 april 1526, tillhörde en afghansk klan och var den siste av sultanerna i Delhi och han styrde över en stor del av norra Indien 1517-1526. 
Det sista året stupade Lodhi vid Panipat när han blev besegrad av de turkiska mogulerna, som därefter var den starkaste makten i Indien fram till mitten av 1700-talet.
Han föregångare på tronen var Sikandar Lodhi.